# Пэнкейк, Брис Д’Джей
Брис Декстер Джон Панкейк (англ. Breece Dexter John Pancake; 29 июня 1952, Саут-Чарлстон, Канова, Западная Виргиния — 8 апреля 1979, Шарлотсвилл, Виргиния) — американский писатель-новеллист, писавший рассказы о борьбе с жизненными трудностями простого народа в Аппалачии.
Героями его рассказов являются бедные шахтеры, разоренные фермеры, убийцы и всякого рода мечтатели и безумцы.
При создании их он вдохновлялся рассказами старожилов Западной Вирджинии, а также проводя время с бездомными в качестве волонтера, раздавая еду.

## Биография

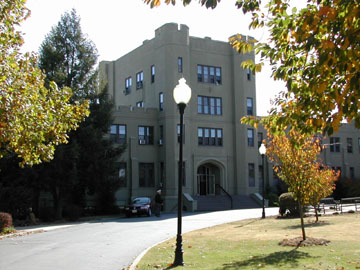
Fork Union, место, где работал Панкейк

Брис Декстер Джон Панкейк, писатель-новеллист из Западной Вирджинии.
Названый «одним из величайших авторов, о которых вы никогда не слышали», согласно статье о его творчестве в Study Breaks. Панкейк родился в Западной Вирджинии. Его рассказы публиковались в The Atlantic Monthly и других периодических изданиях при его жизни.
При жизни он опубликовал лишь 6 своих рассказов в З виргинских газетах. Лишь после его смерти опубликовали сборник «The Stories of Breece D’J Pancake» в 1983 году. Этот сборник рассказов описывает мир родной ему сельской Западной Вирджинии.
Учился в Уэслианском колледже Западной Вирджинии в Бакханноне, а затем перевелся в Университет Маршалла в Хантингтоне, где в 1974 году получил степень бакалавра в области преподавания английского языка.

После окончания университета Маршалл, он некоторое время прожил на западе Соединенных Штатов, навещая свою сестру в городе Санта-Фе, штат Нью-Мексико.

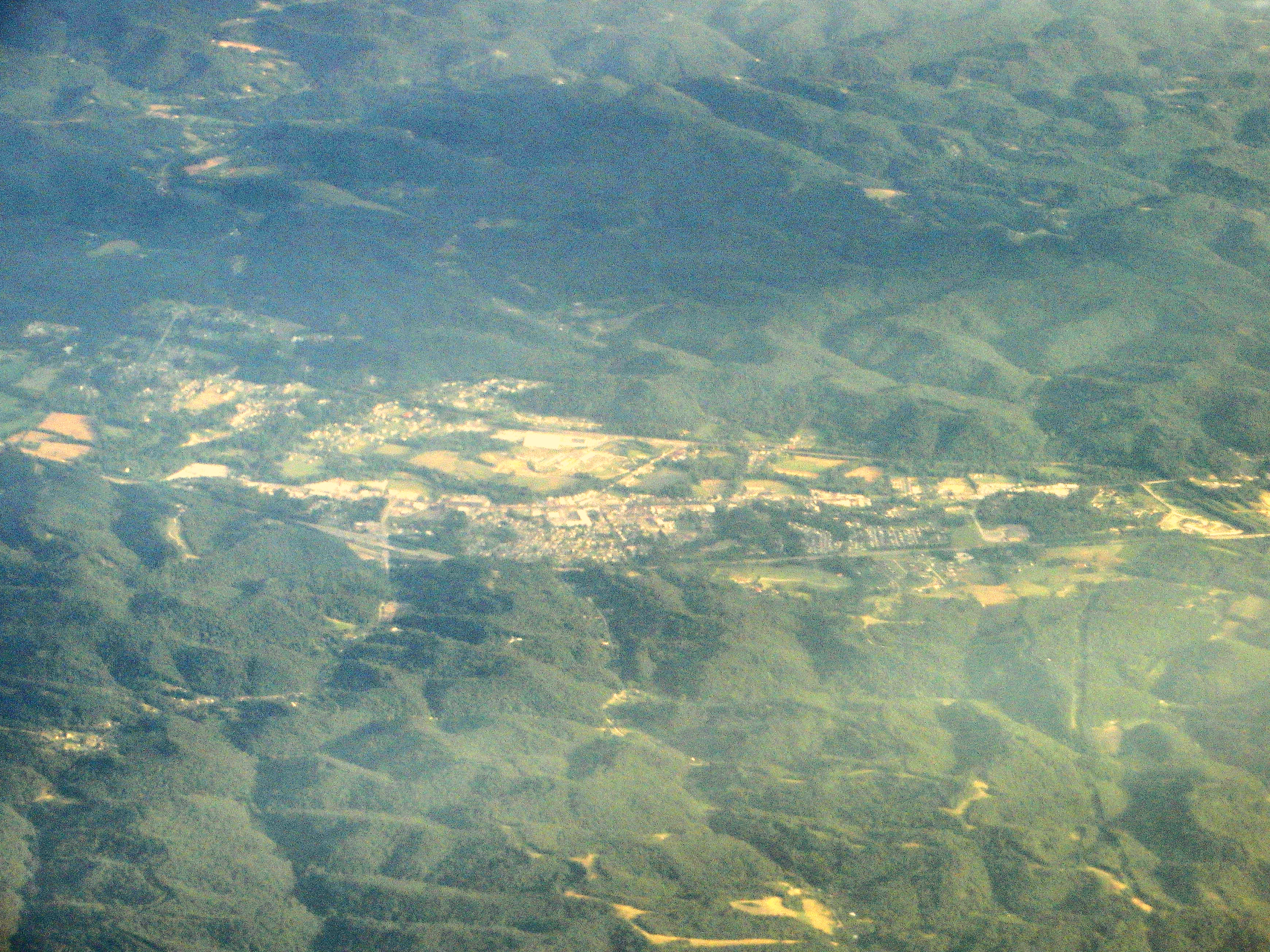
Милтон с высоты - город, в котором жил Панкейк.

При жизни занимался преподавательской деятельностью.
В 1976 году стал автором курс-программы творческого письма в Университете Вирджинии. Параллельно с этим так же работал преподавателем английского языка в двух военных академиях Вирджинии: Форк-Юнион и Стонтон.
В середине 1970-х писал статьи о социальных проблемах для Милтонской локальной газеты. В это же время начал работу над первыми рассказами. Его ранние рассказы были опубликованы в литературных журналах Университета Вирджинии в 1976 году. Его первым значительным прорывом стала публикация сборника «Трилобиты» в декабре 1977 года в The Atlantic Monthly.
Покончил с собой во возрасте 26 лет в день католического Вербного воскресенья, выстрелив себе из ружья в подбородок. Мотивы самоубийства остаются не ясны до сих пор. Есть версия, что это связано с алкогольной зависимостью отца, или с гибелью близкого друга в ужасной автокатастрофе. Стиль письма указывал что явных причин для суицида не было.
Однако про это намекали его письма родным.

Про его суицид сказал Майкл Мерфи: 
«Пэнкейк стал полумифической фигурой американской литературы, деревенским Хемингуэем для тех немногих — в основном писателей и ученых — кто его знает. Часть мифа, который он создал для себя, связана с тем, как он прожил свою жизнь, и туманными обстоятельствами, окружавшими его смерть. Остальную часть мифа мы создали сами вокруг наследия его выдающихся произведений».
Сэм Сакс из The Wall Street Journal описал смерть Пэнкейка как:
«Голос, затихший слишком рано», и назвал его самоубийство «трагической ошибкой», настаивая на том, что это было результатом ужасной безсонной ночи, а не неизбежным обстоятельством. Сакс завершил этот аргумент, заявив, что истории Пэнкейка, которые продолжают его наследие, «душераздирающие не своим потенциалом, а своим совершенством».
Похоронен в городе Милтон в Западной Вирджинии.

## Увлечения
Был заядлым любителем активного отдыха, любил охоту, рыбалку и кемпинг. Панкейк также был преданным поклонником музыки фолк-певца Фила Оукса, который учился в Военной академии Стонтона, где Панкейк позже преподавал.

## Творчество
Действия его рассказов вдохновлены сельской местностью Западной Вирджинии, а многие персонажи его рассказов — пережитым им прошлым. Они получили признание читателей и критиков.

После публикации его рассказов.
«Брис Ди Джей Пэнкейк говорит уникальным голосом: своеобразным, язвительным, ярко отражающим структуру мира, которого он касается, жестоким и не дающим читателю покоя.»
Слова сказаны канадской писательницей Маргарет Этвуд.

Редактор журнала Atlantic вспоминал. 

«Письма приходили месяцами — с просьбой о большем количестве историй — с просьбой о собранных историях или просто с выражением восхищения и благодарности, за 30 с лишним лет в The Atlantic я не могу вспомнить такой реакции на нового автора, как реакция на этого».
В одно из выпусков журнала New Yorker Джон Мишо называет персонажей Пэнкейка.
«И узнаваемыми, и уместными в текущий момент». 
Д. Мишо утверждает, что в работах Пэнкейка представлено множество трудолюбивых персонажей, сталкивающихся со все более тяжелыми экономическими обстоятельствами. Цель этого, как утверждает Мишо, — дать аудитории представление о культурном разрушении, которое несет с собой индустриализация.

В 1983 году, Джойс Кэрол Оутс написала посмертную рецензию на опубликованную книгу рассказов Б.Пэнкейка, она написала, что это был 

«Молодой писатель столь необыкновенного дарования, что возникает соблазн сравнить его дебют с дебютом Хемингуэя».
В Cleveland Review of Books говорится.
«Письма Пэнкейка раскрывают его сложную личность, которая любила свой дом и семью, была предана своему ремеслу и чувствовала себя беспокойно неуютно, когда не писала, не редактировала, не охотилась и не рыбачила». 
Его творчество часто считают частью южного движения «литературы в стиле grit», в которое входят такие писатели, как Гарри Крюс, Барри Ханна и Ларри Браун.
Его творчество также сравнивают с достижениями таких гигантов литературы XX века, как Уильям Фолкнер, Джеймс Джойс, Фланнери О’Коннор, Эрнест Хемингуэй и Сэмюэл Беккет.

## Влияние
Среди писателей, которые утверждали, что Панкейк оказал сильное влияние на их творчество и произведения, были Чак Паланик, автор «Бойцовского клуба» и Андре Дюбус III, автор «Дома из песка и тумана».

После смерти Пэнкейка, Курт Воннегут написал в письме Джону Кейси: 
«Я даю вам честное слово, что он просто лучший писатель, самый искренний писатель, которого я когда-либо читал. Я подозреваю, что это слишком сильно ранило его». , было совсем не весело быть таким хорошим. Мы с тобой этого никогда не узнаем".